# Beinn Sgulaird
Der Beinn Sgulaird ist ein 937 m (3.074 ft) hoher Berg in den schottischen Highlands. Sein gälischer Name kann etwa mit Hutförmiger Berg übersetzt werden. Der Berg liegt in der Council Area Argyll and Bute nordöstlich von Oban und ist als Munro und Marilyn eingestuft.

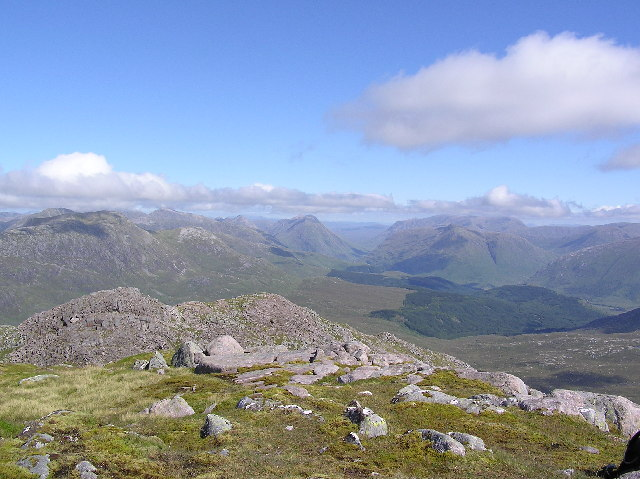
Blick vom Gipfel nach Osten, im Hintergrund Glen Etive

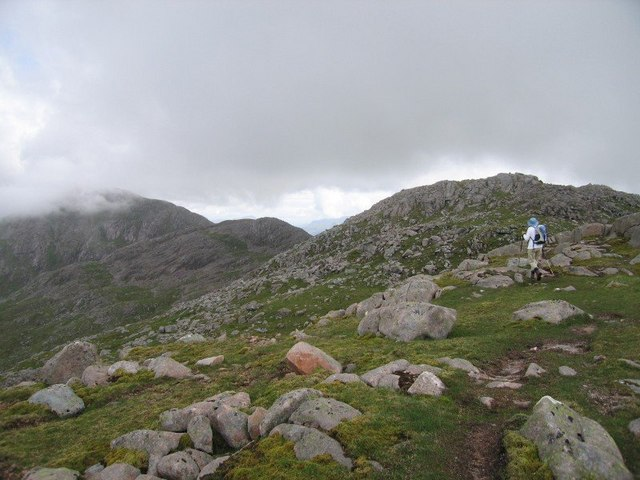
Auf dem Gipfelgrat des Beinn Sgulaird, Blick vom südlichsten Vorgipfel nach Nordosten

Südöstlich des Beinn Fhionnlaidh liegt der Beinn Sgulaird etwas isoliert von den nördlich anschließenden Bergen. Nach Westen fällt er zum östlichen Ende von Loch Creran, einem Seitenarm von Loch Linnhe, bis auf Seehöhe ab, nach Osten wird er durch den 839 Meter hohen Beinn Trilleachan von Loch Etive getrennt. Der Berg besitzt entlang seines in etwa von Südwesten nach Nordosten verlaufenden Gipfelgrats insgesamt vier Gipfel. Der südwestliche namenlose, 863 Meter hohe Vorgipfel ist zugleich Ausgangspunkt des langen, ins Glen Creran abfallenden Westgrats. Diesem folgt nach Nordosten der 848 Meter hohe Meall Garbh, dann der Hauptgipfel. Nordöstlich vorgelagert ist der 690 Meter hohe Stob Gaibhre. Nach Norden fällt der Beinn Sgulaird steil und mit Schrofen ins Glen Ure ab.
Eine Besteigung des Beinn Sgulaird ist aus mehreren Richtungen möglich. Der einfachste Anstieg führt von der kleinen Ansiedlung Druimavuic am Ende von Loch Creran in das südlich des Beinn Sgulaird liegende Coire Buidhe und von dort über den Westgrat zum südlichsten Vorgipfel. Der folgende  Gipfelgrat ist teils felsdurchsetzt und erfordert an einzelnen Stellen leichte Kletterei. Weitere Zustiegsmöglichkeiten bestehen aus dem Glen Ure, entweder nach Osten ausholend über den Stob Gaibhre oder durch ein steiles Kar in der Westseite.